# Becerril de Campos
Becerril de Campos és un municipi de la província de Palència, a la comunitat autònoma de Castella i Lleó.

## Demografia
| Variació demogràfica del municipi entre 1991 i 2005 | Variació demogràfica del municipi entre 1991 i 2005 | Variació demogràfica del municipi entre 1991 i 2005 | Variació demogràfica del municipi entre 1991 i 2005 | Variació demogràfica del municipi entre 1991 i 2005 |
| --------------------------------------------------- | --------------------------------------------------- | --------------------------------------------------- | --------------------------------------------------- | --------------------------------------------------- |
| 2005                                                | 2004                                                | 2001                                                | 1996                                                | 1991                                                |
| 1007                                                | 1028                                                | 1056                                                | 1182                                                | 1252                                                |

## Habitants il·lustres
- Mariano Haro, atleta.
- Diego Pérez y Cisneros, pintor del segle xvii.
- Sebastián de Miñano y Bedoya, escriptor, periodista, geògraf, historiador i polític afrancesat espanyol (segle XVIII-XIX)
- Santiago Pérez de Arenillas (1738 - 1797), bisbe de Girona